# تايلور ريد
تايلور ريد (بالإنجليزية: Taylor Reed)‏ هو لاعب كرة قدم أمريكية ولاعب كرة القدم الكندية أمريكي، ولد في 7 أغسطس 1991 في بومونت في الولايات المتحدة.

## روابط خارجية
- تايلور ريد على موقع كلية كرة القدم في سبورتس رفرنس.كوم (الإنجليزية)